# Хронологія вірменської державності
Хронологія вірменської державності — список  вірменських держав і державних утворень з початку до XX століття.

## Стародавній світ(до 476р.)

### Держави
- Урарту — 860–590 рр. до н. е.
- Айраратське царство — 331–200 рр. до н. е.
- Цопк (Софена) — III століття до н. е.-189 рік до н. е.
- Велика Вірменія — 190 рік до н. е.-387 рік н. е.

### Васальні держави і державні утворення
- Вірменське царство — 387–428 рр.
- Марзпанська Вірменія — 428–640 рр.
- Захарянська Вірменія — 1195–1261 рр.

## Середньовіччя(476–1650рр.)

Багратидська Вірменія на початку XI століття. Заштрихованіо васальні від Анійських Багратидів вірменські царства Ташир-Дзорагета, Сюніка, Карса і Васпуракана

### Держави
- Анійське царство — 885 (фактично з 859 р.) — 1045 р.
- Кілікійське царство — 1080–1375 рр.

### Васальні держави і державні утворення
- Васпуараканське царство — 908–1021 рр.
- Парисоське царство — 958–1003 рр.
- Карське царство — 963–1064 рр.
- Сюнікське царство — 987–1170 рр.
- Ташир-Дзорагетське царство — 976–1118 і 1185–1261 рр.
- Сюнікське князівство Орбелянів — 1211–1435 рр.
- Хаченське князівство — 821–1603 рр.

## Новий час(1650–1918рр.)
- Мелікства Хамси (Хачена) — 1603–1805 рр.
- Мелікства Сюніку — XV–XVIII ст.

## Новітній час(з 1918р.)
- Демократична Республіка Вірменія — 28 травня 1918 р. — 29 листопада 1920 р.
- Республіка Гірська Вірменія — 25 грудня 1920 р. — 9 липня 1921 р.
- Вірменська Радянська Соціалістична Республіка — 29 листопада 1920 р. — 21 вересня 1991 р.
- Нагірно-Карабаська автономна область — 7 липня 1923 р. — 26 листопада 1991 р.
- Республіка Вірменія — з 23 вересня 1991 р.
- Нагірно-Карабаська Республіка — з 2 вересня 1991 р.
- Самцхе-Джавахеті, край/мхаре, що фактично має статус часткової вірменської автономії в складі Грузії - 1995 р.